# ア・ストリング・アラウンド・オータム
『ア・ストリング・アラウンド・オータム』（A String Around Autumn）は、日本の作曲家、武満徹により、フランス革命200周年記念行事の一環として開かれた「パリの秋」フェスティバルの委嘱により作曲されたヴィオラとオーケストラのための作品。

## 作曲・初演
作曲は1989年。初演は同年11月29日に、今井信子のヴィオラ独奏、ケント・ナガノ指揮、パリ管弦楽団によって行われた。

## 曲の構成
作品のタイトルは大岡信の英詩集『秋をたたむ紐』（A String Around Autumn）の中の「沈め 詠うな ただ黙して 秋景色をたたむ 紐となれ」（Be simple: A String Around Autumn）からとられた。
曲はドビュッシーの影響をうかがわせる旋法的な動機の扱い方や、半透明の薄い膜を重ね上げていくような楽器法によって独自の効果を生んでいる。風に揺れる森の木のざわめきのようなオーケストラの響きの中を独奏ヴィオラがミステリアスにかつ自由に逍遥する趣があり、豊かなパースペクティブと抑揚を兼ね備え、音の鳴っている間にすら静寂を感じさせる。
E-F♯-A-h-Dという完全4度の音程の音列と、A-FおよびC-A♭の2つの短6度によって構成された”E-F♯-A-h-C-D-F-A♭”の動機を武満は「糸のような流れ」と呼び、「さまざまな断片的な旋律的動機によって織り上げられた想像風景である」と述べている。
独奏ヴィオラは、秋景色の中で自然を観照する人間の役割を果たし、武満に最も強い影響を与えたドビュッシーとメシアンを生んだフランスの人々のために捧げる、との武満自身の言葉が残されている。
1990年5月に国際モーリス・ラヴェル賞を受賞した。

## その他
2006年に初演者の今井信子からの委嘱を受けた細川俊夫によってヴィオラとピアノ用のアレンジ版が発表された。

## 録音
- 今井信子（ヴィオラ）、小澤征爾指揮、サイトウ・キネン・オーケストラ（フィリップス）
- フィリップ・デュークス（ヴィオラ）、尾高忠明指揮 BBCウェールズ・ナショナル管弦楽団（2002年録音 BIS）